# کارلو روولی
کارلو روولی (انگلیسی: Carlo Rovelli؛ زاده ۳ مهٔ ۱۹۵۶) فیزیک‌دان ایتالیایی و استاد فیزیک دانشگاه اکس‌مارسی است. او عمدتا در زمینه گرانش کوانتوم کار می‌کند و بنیانگذار تئوری گرانش کوانتومی حلقه است.

## معرفی
روولی از جمله پیشروان در پژوهش جاذبهٔ کوانتوم است. این شاخه از علوم به‌دنبال ترکیب نظریهٔ عمومی نسبیت اینشتین با مکانیک کوانتوم به‌وسیلهٔ حذف ایدهٔ زمان از این نظریه است. روولی کتابی به نام هفت درس کوتاه از فیزیک نوشته‌است که یکی از پرفروش‌ترین کتاب‌های جهان شده و حتی فروش آن به زبان اصلی‌اش یعنی ایتالیایی از فروش کتاب‌های محبوبی مانند پنجاه سایهٔ گرِی نیز پیشی گرفت. 
همچنین کتاب دیگری دارد به نام حقیقت آن چیزی نیست که به نظر می‌آید و در این کتاب گسترش فیزیک از یونان قدیم تا امروز را توضیح می‌دهد.

## ترجمه آثار
آثار متعددی این نویسنده به زبان‌های متعددی از جمله فارسی ترجمه و منتشر شده‌است. نشر چترنگ با ترجمه چهار اثر از این نویسنده بیشترین آثار او را به فارسی برگردانده است.
| سال انتشار | نام کتاب                              | مترجم                                                                     | ناشر                  | توضیحات |
| ---------- | ------------------------------------- | ------------------------------------------------------------------------- | --------------------- | --- |
| ۱۳۹۵       | هفت درس کوتاه دربارهٔ فیزیک            | با سه ترجمه مختلف عرضه شده‌است؛ محمود دیانی، صابر فرهنگیان، قاسم کیانی‌مقدم | نص، تمدن علمی، مازیار | کارلو روولی در این کتاب با زبانی ساده و بیانی زیبا مباحث گوناگون فیزیک مدرن را بازگو می‌کند: نسبیت عام اینشتین، مکانیک کوانتومی، ذرات بنیادین، گرانش، سیاه‌چاله‌ها، معماری پیچیدهٔ گیتی، و نقشی که انسان‌ها در این دنیای غریب و شگفت‌انگیز ایفا می‌کنند. |
| ۱۳۹۹       | روی دیگر حقیقت؛ سفر به گرانش کوانتومی | کامیاب تقی‌زاده                                                            | چترنگ                 | روی دیگر حقیقت؛ سفر به گرانش کوانتومی مفاهیمی چون زنجیرهٔ فضا ـ زمان، ابدیت عالم، امواج گرانشی و سایر مفاهیم انتزاعی را به بحث می‌گذارد.کارلو روولی در این در چهار بخش ریشه‌ها، آغاز انقلاب، فضای کوانتومی و زمان نسبی و همچنین فراتر از فضا و زمان برای بیان نظرهایش دربارهٔ گرانش کوانتومی، فیزیک کوانتومی و کشف حقیقت، مسیر پیشرفت علم را از ریشه‌های تاریخی آن تا به امروز و شکل‌گیری فیزیک مدرن بررسی کرده‌است. |
| ۱۳۹۶       | گفتارهایی از فیزیک                    | شیرین رهنما                                                               | چترنگ                 | گفتارهایی از فیزیک به بررسی اجمالی حیرت‌انگیزترین جنبه‌های انقلاب بزرگی که در قرن بیستم و بیست و یکم میلادی در دنیای فیزیک رخ داده می‌پردازد.کتاب در شش گفتار شامل «زیباترین نظریه»، «کوانتوم‌ها»، «معماری جهان هستی»، «ذرات»، «داده‌های فضا»، «احتمال، زمان و گرمای سیاه‌چاله‌ها» تدوین شده‌است. |
| ۱۳۹۸       | سیر زمان                              | کامیاب تقی‌زاده                                                            | چترنگ                 | روزنامهٔ گاردین دربارهٔ این کتاب می‌نویسند: «سِیر زمان تعمقی ژرف‌تر و پیچیده‌تر است که برخی از پیشرفت‌های اصلی در زمینه‌های فلسفه و فیزیک زمان را توضیح می‌دهد… این کتاب سنت نوشتن مقالات علمی خالی از اصطلاحات تخصصی را، که در سدهٔ پیش از بین رفت، ادامه می‌دهد.» کتاب سیر زمان، در سه بخش تنظیم شده‌است. در بخش اول نویسنده سعی کرده‌است تا منظور و ادراک فیزیک نوین از زمان را بیان کند و به روایت از چرایی و چیستی از دست رفتن این مفهوم بپردازد. در فصل دوم از کتاب نویسنده به بیان این مسئله پرداخته که پس از فروپاشی قطعه به قطعه زمان در دنیای پیرامونی ما، چه چیزی باقی می‌ماند. این فصل از کتاب در واقعی وصف او از یک چشم‌انداز خالی و بربادرفته است که هیچ نشانی از زمان ندارد. |